# Povodí Sály

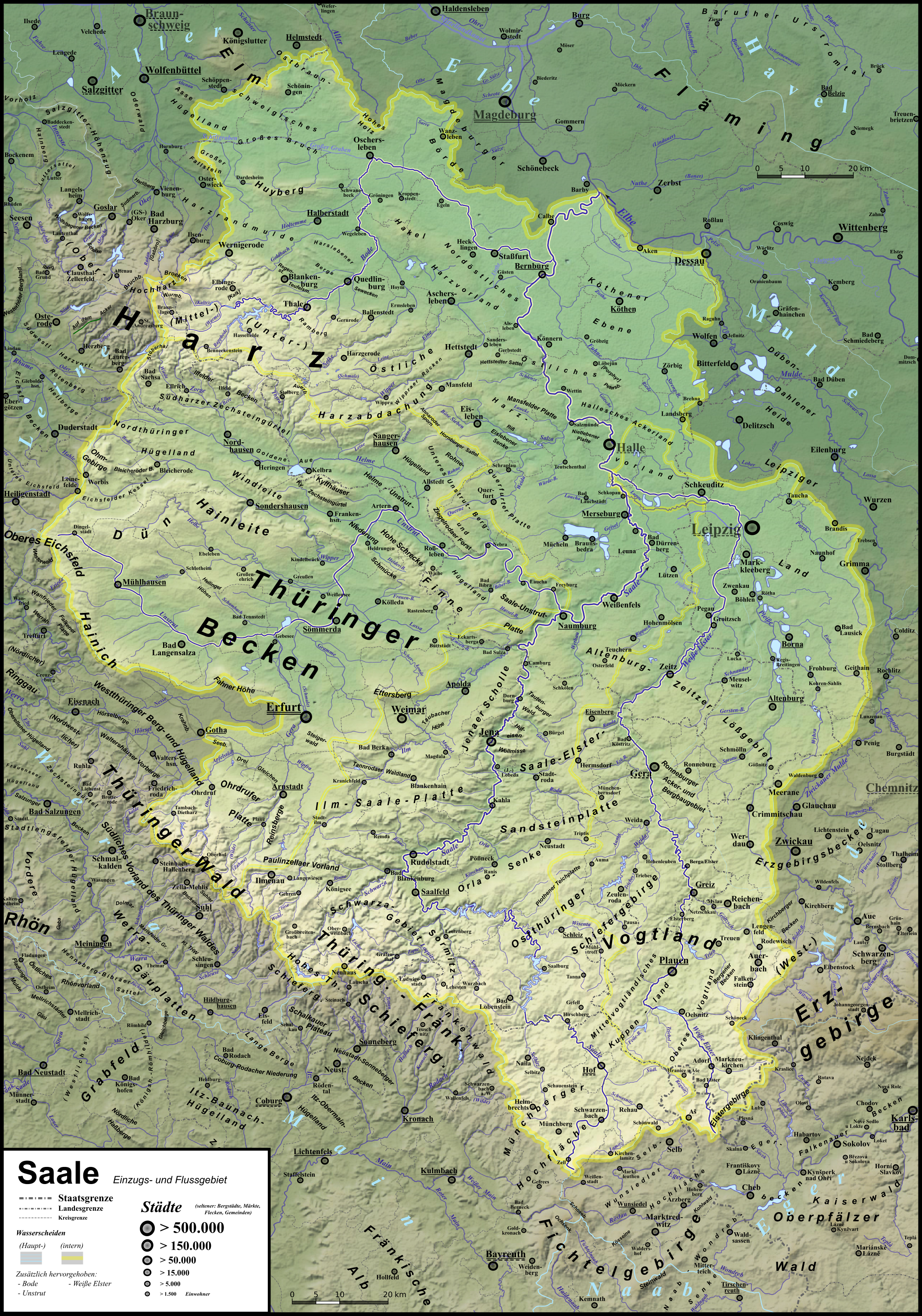
mapa povodí Sály

Povodí Sály je povodí řeky 2. řádu a je součástí povodí Labe. Tvoří je oblast, ze které do řeky Sály přitéká voda buď přímo nebo prostřednictvím jejich přítoků. Jeho hranici tvoří rozvodí se sousedními povodími. Na jihu je to povodí Rýna a povodí Ohře, na západě povodí Werry a menších pravostranných přítoků Vezery a na východě povodí Muldy. Na severu jsou to pak povodí menších levostranných přítoků Labe a povodí Ohre. Nejvyšším bodem povodí je s nadmořskou výškou 1141 m Brocken v Harzu. Rozloha povodí je 24 079,1 km², z čehož 44,67 km² je na území Česka a 24 034,4 km² na území Německa.

## Správa povodí
Na území Česka se správou zabývá státní podnik Povodí Ohře.

## Dílčí povodí
| povodí                  | rozloha km² | nejvyšší bod       | nadm.výška m | odtékající řeka | průtok v ústí m³/s |
| ----------------------- | ----------- | ------------------ | ------------ | --------------- | ------------------ |
| Povodí Unstruty         | 6342,7      | Großer Beerberg    | 982,9        | Unstruta        | 31,0               |
| Povodí Bílého Halštrova | 5154,0      | Rehhübel           | 787,0        | Bílý Halštrov   | 26,0               |
| Povodí Bode             | 3297,4      | Brocken            | 1141,0       | Bode            | 12,8               |
| Povodí Ilmu             | 1042,7      | Großer Finsterberg | 944,1        | Ilm             | 6,5                |
| Povodí Fuhne            | 701,0       | Petersberg         | 250,4        | Fuhne           | 1,1                |
| Povodí Wipperu          | 650,0       | Höhe               | 479,2        | Wipper          | 2,4                |
| Povodí Salzy            | 568,0       | ...                | ...          | Salza           | 1,0                |
| Povodí Schwarzy         | 507,0       | Bornhügel          | 849,0        | Schwarza        | 5,4                |
| Povodí Taube            | 414,7       | ...                | ...          | Taube           | ...                |
| Povodí Loquitze         | 364,3       | ...                | ...          | Loquitz         | 3,8                |
| Povodí Rody             | 262,3       | ...                | ...          | Roda            | 1,2                |
| Povodí Orly             | 258,2       | ...                | ...          | Orla            | 1,4                |
| Povodí Geiselu          | 252,4       | ...                | ...          | Geisel          | 0,5                |
| Povodí Selbitze         | 245,6       | ...                | ...          | Selbitz         | 3,0                |
| Povodí Wethau           | 238,1       | ...                | ...          | Wethau          | 1,0                |
| Povodí Wisenty          | 175,7       | ...                | ...          | Wisenta         | 1,2                |
| Povodí Rippachu         | 171,6       | ...                | ...          | Rippach         | ...                |
| Povodí Luppe            | 158,8       | ...                | ...          | Luppe           | 0,1                |
| Povodí Rokytnice        | 114,8       | U Lomu             | 707,0        | Rokytnice       | 0,9                |
| Povodí Schlenze         | 111,9       | ...                | ...          | Schlenze        | ...                |
| Povodí Schwesnitze      | 102,4       | Rabenberg          | 719,0        | Schwesnitz      | 0,7                |
| Povodí Lauchy           | 100,7       | ...                | ...          | Laucha          | ...                |